# فرمانده سپاه تفنگداران دریایی
فرمانده سپاه تفنگداران دریایی (انگلیسی: Commandant of the Marine Corps) ارشدترین افسر سپاه تفنگداران دریایی ایالات متحده آمریکا است و از اعضای ستاد مشترک نیروهای مسلح آمریکا محسوب می‌شود. فرمانده سپاه تفنگداران دریایی، پس از دریافت رأی‌اعتماد از مجلس سنا، توسط رئیس‌جمهور ایالات متحده آمریکا منصوب می‌شود و به‌طور مستقیم به وزیر نیروی دریایی ایالات متحده گزارش می‌کند. فرمانده سپاه تفنگداران دریایی مسئولیت سازمان‌دهی، نظارت بر سیاست‌ها، برنامه‌ریزی و اجرای طرح‌ها و برنامه‌های سپاه تفنگداران دریایی، همچنین ارائه مشاوره به رئیس‌جمهور، وزیر دفاع و شورای امنیت ملی ایالات متحده آمریکا، در موارد مربوط به سپاه تفنگداران دریایی را برعهده دارد.